# 彼得羅·濟馬
彼得·阿納托利約維奇·济马（羅馬化：Petro Anatoliiovych Zyma）是一名政府官员，曾在2012至2014年間擔任烏克蘭國家安全局塞瓦斯托波爾分局局长，2014年，俄罗斯聯邦吞并克里米亚，他向俄羅斯變節並成为联邦安全局官员。
他被烏克蘭法院指控叛国罪外，濟馬还被怀疑有在廣場革命中参与部隊杀害平民。

## 制裁
他受到歐盟、美國及加拿大制裁，烏克蘭於2021年跟進。